# 山田辰五郎
山田 辰五郎（やまだ たつごろう、生没年不詳）は、明治時代の大日本帝国陸軍軍医。
下総国木野崎村生まれ、陸軍軍医学校出身。1894年〜1895年に軍医として日清戦争に従軍した後、再び1904年〜1905年に軍医として日露戦争で従軍した。日清・日露戦争で多くの人命を救い、戦勝後、軍医総監・森鷗外により高く評価され、青色桐葉章が授与された。退役後は、学校医、村会議員を務めた。